# Если ты уйдёшь...
«Если ты уйдёшь...» — советский художественный фильм 1977 года, снятый режиссёрами Николаем Литусом и Виталием Шунько по сценарию Гелия Аронова и Юрия Рыбчинского на киностудии имени Александра Довженко.
Премьера фильма состоялась 3 июля 1978 года. Фильм посмотрели 4,1 млн зрителей.

## Сюжет
Юноша Гоша, тренирующийся у Юрия Ивановича, покидает команду ради достижения чемпионских успехов, переходя к тренеру Леониду Китенко, который преследует победу любой ценой. Не сумев найти себя в новой команде, Гоша понимает, что стоящее цели — это не только победа, и возвращает к старому тренеру.

## В ролях
- Игорь Шкурин — Гоша
- Тамара Трач — Света
- Игорь Горбачёв — Юрий Иванович
- Борис Химичёв — Китенко
- Людмила Горбачёва — Мария Михайловна
- Валентина Светлова — Жанна
- Людмила Зверховская — Катя
- Анатолий Скорякин — Боря — «Маруся»
- Студенты-гребцы:
  - Александр Пархоменко
  - Виталий Сегеда
  - Владимир Макогонов
  - Василий Петренко — Санька
  - Владимир Андреев — спортсмен-гребец
  - В. Подлесный
  - В. Ивахно
  - Валерий Атаман
- В эпизодах:
  - Мария Капнист — тётя Марфа
  - Любовь Комарецкая
  - И. Ильницкая
  - А. Стрелец
  - А. Троцюк
  - Юрий Мысенков

## Съёмочная группа
- Авторы сценария:
  - Гелий Аронов
  - Юрий Рыбчинский
- Режиссёры-постановщики:
  - Николай Литус
  - Виталий Шунько
- Оператор-постановщик: Александр Яновский
- Художник-постановщик: Наталия Аксёнова
- Композитор: Борис Буевский
- Автор текстов песен: Юрий Рыбчинский
- Звукооператор: Анатолий Чернооченко
- Режиссёр: Игорь Ветров
- Оператор: Николай Кудрявцев
- Художник по костюмам: Л. Коротенко
- Художник-гримёр: Н. Тихонова
- Монтажёр: Марфа Пономаренко
- Ассистенты:
  - режиссёра:
    - Ж. Слободянюк
    - Анатолий Песков
    - Н. Придатко

  - оператора:
    - А. Москаленко
    - С. Голубева

  - художника: Е. Тышкевич
- Комбинированные съёмки:
  - Оператор: М. Бродский
  - Художник: Михаил Полунин
- Мастер по свету: В. Рыльский
- Консультант: А. Коваль
- Редактор: Владимир Чёрный
- Директор картины: Пётр Терещенко
- Симфонический оркестр Украинского телевидения и радио:
  - Дирижёр: Вадим Гнедаш